# Cobitis phrygica
Cobitis phrygica es una especie de peces de la familia Cobitidae en el orden de los Cypriniformes.